# Varela (metropolitana di Buenos Aires)
Varela è una stazione della linea E della metropolitana di Buenos Aires. Si trova sotto l'intersezione tra l'Autostrada 25 de Mayo e l'avenida Eva Perón, nel quartiere di Flores.

## Storia
La stazione fu attivata il 31 ottobre 1985. Rimase capolinea temporaneo sino all'8 maggio 1986, data in cui fu aperto il segmento sino all'attuale capolinea di Plaza de los Virreyes.

## Interscambi
Nelle vicinanze della stazione effettuano fermata diverse linee di autobus urbani ed interurbani.
- Fermata autobus

## Servizi
La stazione dispone di:
- Biglietteria a sportello
- Biglietteria automatica